# Galium gracilicaule
Galium gracilicaule är en måreväxtart som beskrevs av Nélida María Bacigalupo och Friedrich Ehrendorfer. Galium gracilicaule ingår i släktet måror, och familjen måreväxter. Inga underarter finns listade i Catalogue of Life.